# Elizabeth Siddal
Elizabeth Siddal - IPA : /ˈsɪdɔːl/ - (25 juillet 1829 – 11 février 1862) est une poétesse et artiste-peintre préraphaélite anglaise, ainsi qu'un modèle très fréquemment peint et dessiné par les artistes préraphaélites.

## Biographie

### Enfance
Siddall est née le 25 juillet 1829 au 7 rue Charles, Hatton Garden, Holborn, Londres. Nommée Elizabeth Eleanor Siddall en l'honneur de sa mère, « Lizzie » . Ses parents étaient Charles Crooke Siddall, qui revendiquait une ascendance noble à sa famille, et Eleanor Evans, descendante d'une famille anglo-galloise.
L'orthographe « Siddall » fut changée en Siddal après que Dante Gabriel Rossetti supprima le second « l ».
À la naissance de Lizzie, son père possédait une entreprise de fabrication de couverts. En 1831, sa famille déménagea à Southwark, au sud de Londres, un quartier moins salubre que Hatton Garden. Tous les frères et sœurs de Lizzie Siddall y sont nés : Lydia, de qui elle fut particulièrement proche, Mary, Clara, James et Henry. Bien qu'il n'y ait aucune preuve que Lizzie Siddall soit allée à l'école, elle savait lire et écrire, ses parents lui ayant probablement appris. Elle développa un amour de la poésie très jeune, après avoir découvert un poème d'Alfred Tennyson sur un morceau de journal qui avait été utilisé pour envelopper une motte de beurre ; cette découverte fut l'inspiration qui la poussa à commencer à écrire ses propres poèmes.

### Modèle pour les préraphaélites
Elizabeth Siddal fut sans doute l'un des deux modèles les plus importants de la fraternité préraphaélite, avec Jane Burden. Elle influença profondément leur vision de la beauté féminine, ou sans doute personnifia-t-elle ces idéaux. Elle était le modèle par excellence de Dante Gabriel Rossetti (et fut aussi son épouse), ainsi la majorité des premières peintures sont ses portraits. Elle fut aussi peinte par Walter Deverell, William Holman Hunt et John Everett Millais, notamment dans son célèbre tableau Ophélie (1852).
Elle fut tout d'abord remarquée par Walter Deverell en 1849 lorsqu'elle travaillait à la chapellerie de Mme Tozer à Cranbourne Alley, Londres. Elle avait un revenu régulier assuré dans le cas où elle n'aurait pas réussi en tant que modèle, activité inhabituelle pour une femme de cette période. On ne sait pas si Siddal avait alors des aspirations artistiques, bien qu'elle aimât la poésie. Elle fut employée comme modèle par Deverell et ce fut lui qui la présenta aux préraphaélites. William Michael Rossetti, son beau-frère, la décrivit comme « la plus belle créature, avec un air entre dignité et gentillesse, avec quelque chose dépassant la modeste estime de soi et participant à une réserve dédaigneuse ; grande, bien faite, avec un port altier et des caractéristiques peu communes, des yeux bleu-vert sans éclat, avec de lourdes et parfaites paupières, un teint éclatant et une lourde masse de cheveux cuivrés ».
Bien que plus tard vantée pour sa beauté, Siddal fut tout d'abord choisie comme modèle pour ses formes peu développées. Deverell travaillait alors sur une grande peinture à l'huile représentant une scène issue de La Nuit des rois, montrant Orsino, Feste et Viola en Cesario. Comme les autres préraphaélites, Deverell s'inspirait et prenait modèle sur la vie quotidienne plutôt que sur une figure antique ou idéalisée. Il se choisit comme modèle pour Orsino, son ami Dante Gabriel Rossetti pour Feste. Il ne lui restait plus qu'à trouver une jeune fille qui pourrait se vêtir comme un garçon. La Nuit des rois de Deverell fut la première peinture pour laquelle Lizzie Siddal posa.

#### Ophélieet mort

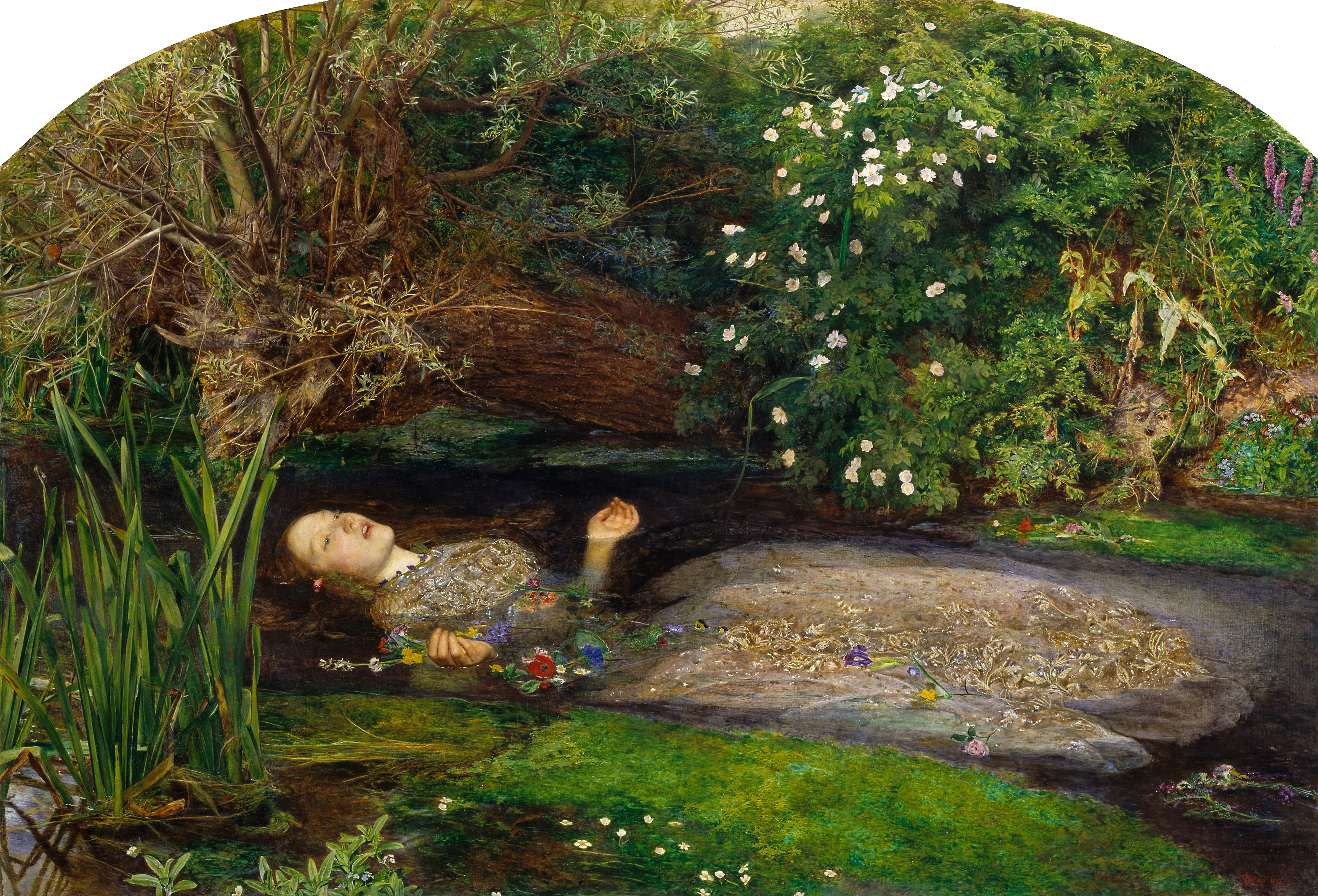
Elizabeth Siddal servit de modèle pour lOphélie de Sir John Everett Millais.

En 1852, Siddal posa pour l'Ophélie de Millais, flottant dans une baignoire remplie d'eau afin de représenter Ophélie se noyant. Millais peignit quotidiennement jusqu'en hiver, plaçant des lampes sous la baignoire afin de chauffer l'eau. Il advint une fois où, toutes les lampes s'étant éteintes, l'eau devint glaciale. Millais, absorbé par sa peinture, ne remarqua rien, et Siddal ne se plaignit pas. Elle tomba alors très malade, souffrant d'un rhume sévère ou d'une pneumonie, qu'elle soigna au laudanum. Son père tint Millais pour responsable et, sous la menace d'une action en justice, Millais paya les factures du médecin. On pense qu'elle souffrait de tuberculose, bien que quelques historiens penchent plutôt en faveur de troubles intestinaux. D'autres suggèrent qu'elle aurait été anorexique, d'autres encore attribuent sa mauvaise condition physique à son addiction au laudanum ou à une accumulation de plusieurs maux.
La légende dit que ses cheveux ont continué à pousser après sa mort et ont rempli son cercueil.

### Dante Gabriel Rossetti
Elizabeth Siddal fut la première muse de Dante Gabriel Rossetti et le resta pendant une grande partie de la jeunesse de celui-ci. Elle rencontra Rossetti en 1849, alors qu'elle était modèle pour Deverell, et dès 1851, elle posa pour Rossetti qui n'utilisa alors quasiment plus aucun autre modèle, l'empêchant de poser pour les autres préraphaélites. Le nombre de peintures qu'il fit d'elle se comptent en milliers.

### Carrière d'artiste
En 1855 elle devint l'élève de Rossetti ; ses peintures, dessins, pastels et aquarelles retinrent l'attention du critique d'art John Ruskin qui lui versa un salaire pour réserver tout ce qu'elle peindrait. Elle est la seule femme lors de la grande exposition préraphaélite de 1857 à Russel Square,. Elle écrit des poèmes qui sont découverts après sa mort. 

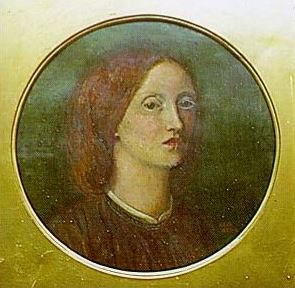
Elizabeth Siddal - autoportrait (entre 1853 et 1854).
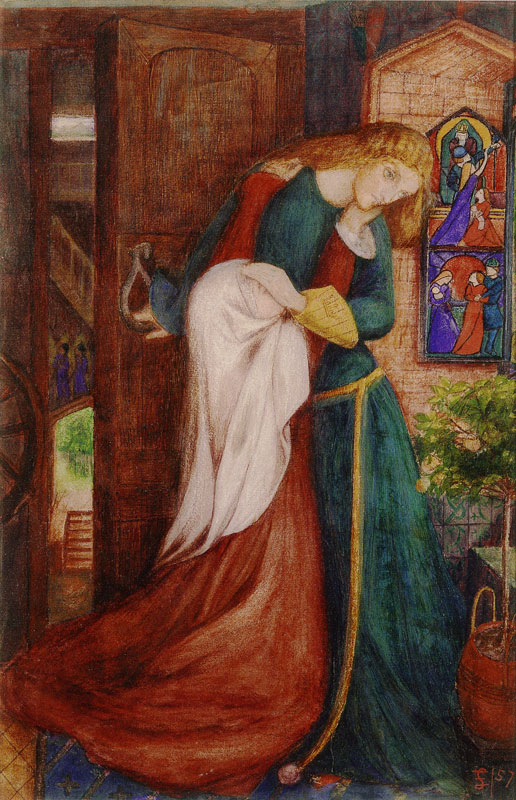
Elizabeth Siddal - Lady Clare (vers 1854-1857).
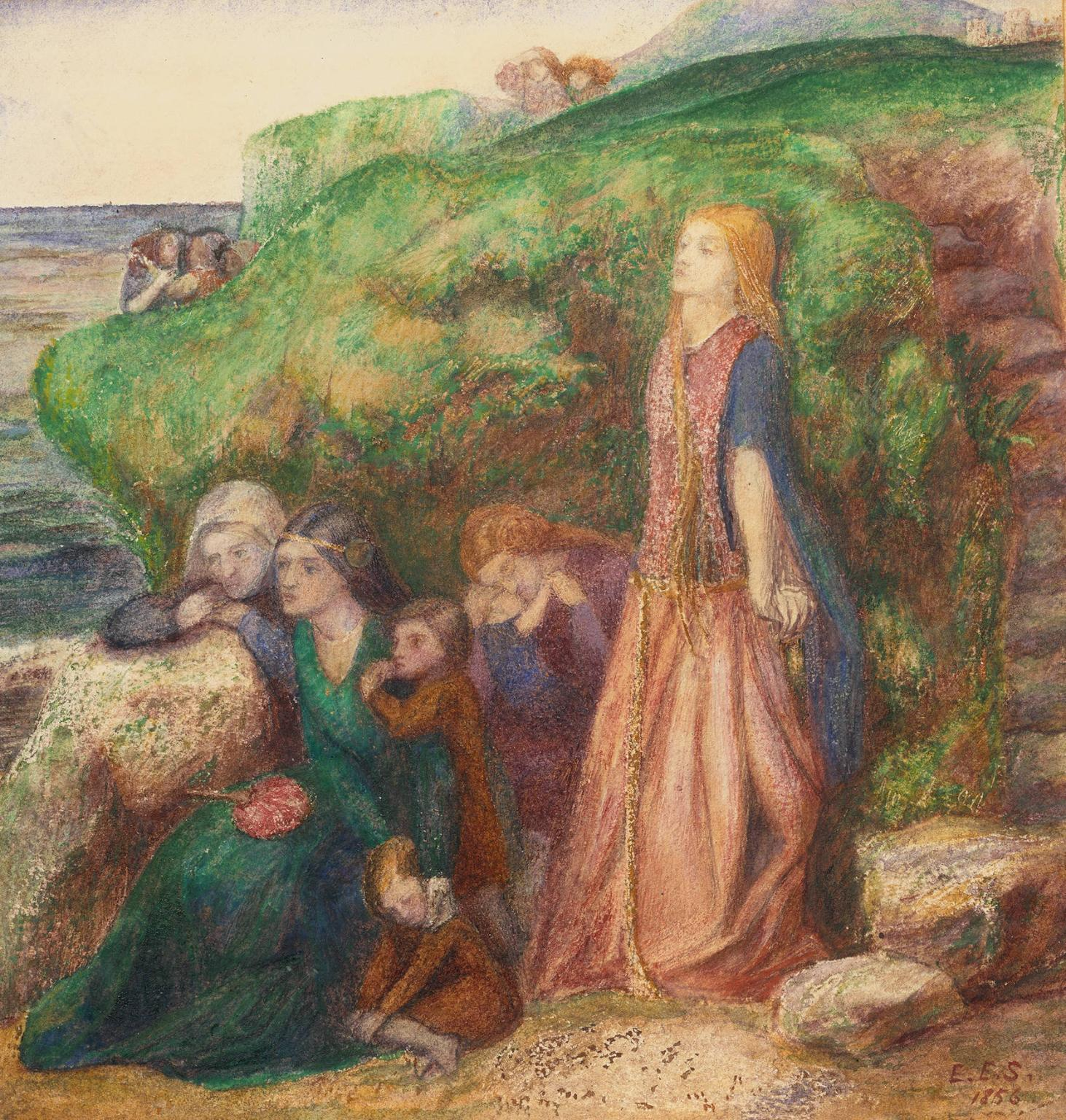
Elizabeth Siddal - Sir Patrick Spens (1858).
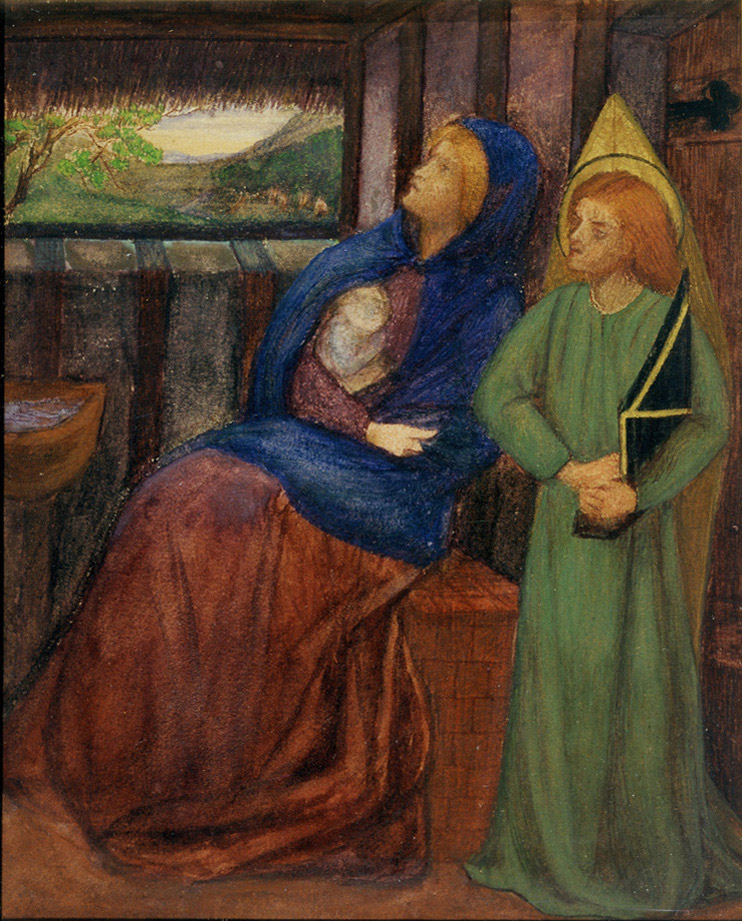
Elisabeth Siddal - Sainte famille (vers 1856).

## Vie privée et mort
Ayant épousé Rossetti le 23 mai 1860, elle tombe enceinte lors de leur voyage de noces à Paris, mais l'enfant, né en mai 1861, meurt à la naissance, plongeant Sidddal dans une profonde dépression. Depuis sa maladie respiratoire, elle consomme régulièrement du laudanum,  prescrit à cette époque comme analgésique. Elizabeth Siddal meurt peu après son enfant d'une overdose accidentelle, le 11 février 1862, à 32 ans. Des rumeurs évoquent un suicide. Rossetti fit un dernier portrait d'elle la représentant en Béatrice (de Dante Alighieri) dans Beata Beatrix, un an après sa mort, en 1863. En 1862, il la fait enterrer au cimetière de Highgate, avec le recueil unique des poèmes qu'il a composés. En octobre 1869, le cercueil est ouvert, à sa demande, pour reprendre le recueil, qu'il fait publier sous le titres Poems, en 1870.

## Dans la culture populaire

### Dans les romans
Elizabeth Siddal est au cœur de l'intrigue du roman de Fred Vargas : Un lieu incertain publié chez Viviane Hamy. Son idylle avec Dante Gabriel Rossetti fournit également le sujet central du roman Autumn de Philippe Delerm. Elle est un personnage de référence dans le roman Norma de Sofi Oksanen, qui évoque un cas d'hypertrichose. Elle est mentionnée dans le roman de Daniel Sanchez Pardos Barcelona, paru dans la collection Grands détectives chez 10/18. Elle est citée dans le dernier opus des Chroniques de San Francisco, Mona et son manoir de Armistead Maupin.

### Au cinéma et à la télévision
Au cinéma, c'est Judith Paris qui l'incarne dans le Dante's Inferno : The Private Life of Dante Gabriel Rossetti, Poet and Painter de Ken Russell en 1967.
À la télévision, elle fait partie des protagonistes de la série britannique Desperate Romantics. Son personnage est largement dramatisé. Concernant sa mort, les scénaristes prennent le parti d'un suicide au laudanum. Elle est à cette occasion interprétée par Amy Manson.